# Okres České Budějovice

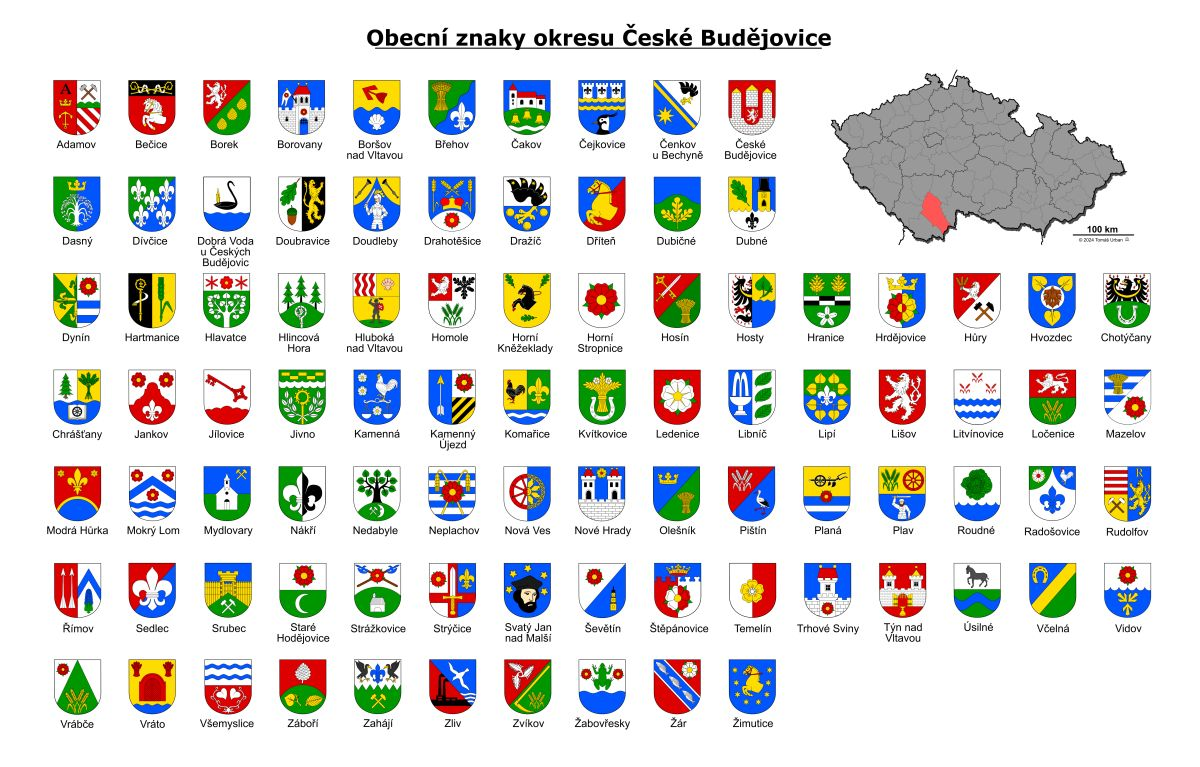
Přehled obecních znaků okresu České Budějovice

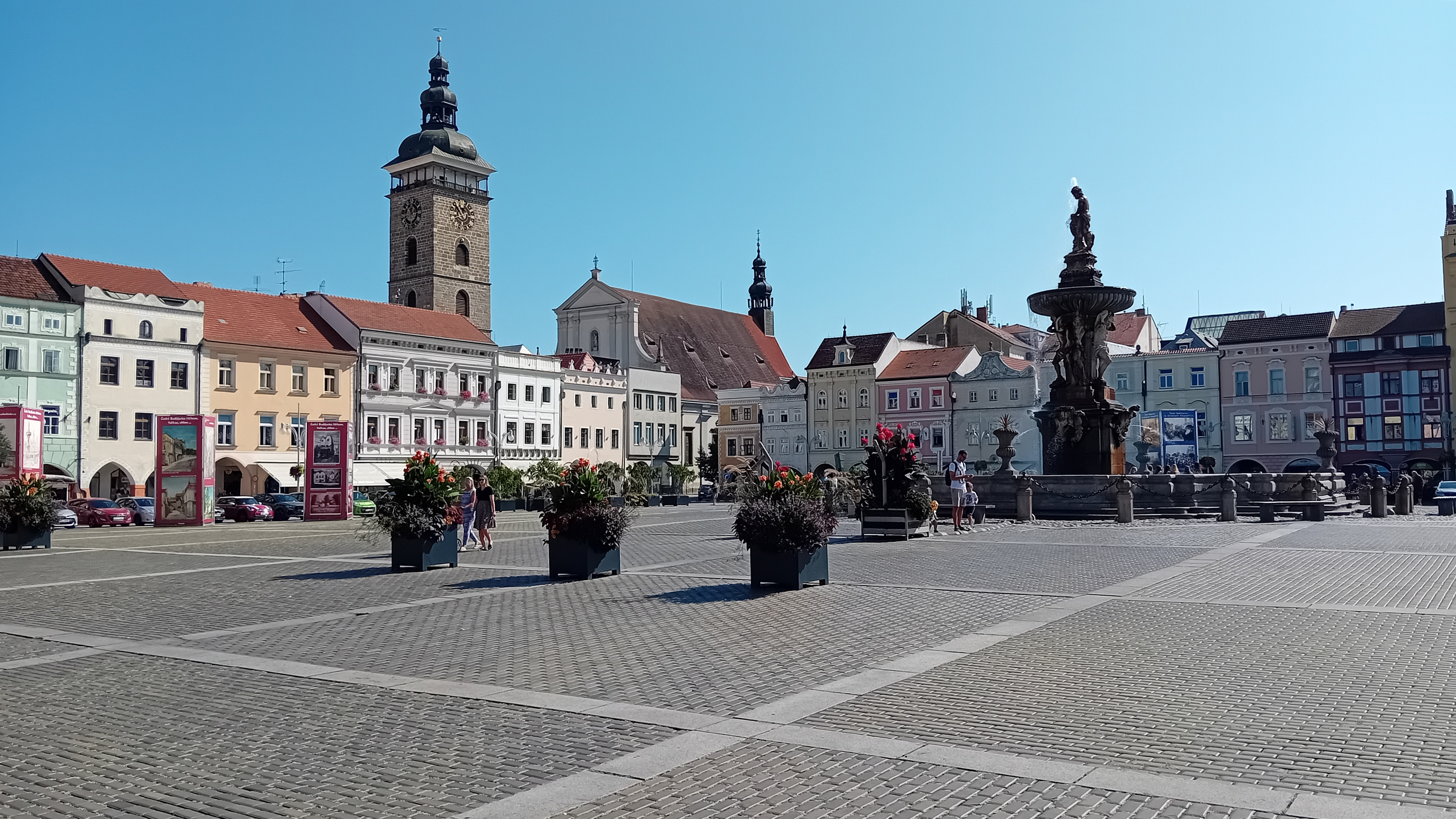
Centrum okresního města

Okres České Budějovice je okresem v Jihočeském kraji. Jeho dřívějším sídlem bylo město České Budějovice.
Okres je vymezen správními obvody obcí s rozšířenou působností České Budějovice, Trhové Sviny a Týn nad Vltavou.
Sousedí s jihočeskými okresy Strakonice, Prachatice, Český Krumlov, Tábor, Písek a Jindřichův Hradec. Jeho jihovýchodní hranice je státní hranicí s Rakouskem.

## Struktura povrchu
Převážná část území okresu je pahorkatinou, s průměrnou nadmořskou výškou kolem 500 m. Nejníže položeným místem je údolí řeky Vltavy u Týna nad Vltavou (343 m n. m.). Na území Českobudějovicka zasahuje šest geomorfologických celků. Severní, mírně zvlněná část je tvořena klínovitým výběžkem Táborské pahorkatiny s významnými vrcholy Vysoký Kamýk 627 m, Kometa 593 m či Velký Kameník 575 m. Střední část okresu vyplňují Českobudějovická pánev a Třeboňská pánev, z níž vyčnívá hrásťovitý předěl s vrcholem Baba 583 m. Na západě se z pánevního dna prudce zvedá okraj Šumavského podhůří s Vysokou Bětou 804 m, Švelhánem 722 m či Klukem 741 m. Směrem na jih nabírá území podhorský ráz v Novohradském podhůří, z něhož vystupují Kondračská hora 682 m, Chlumská hora 656 m, Stráž 631 m a Todeňská hora 608 m. Nejjižnější a nejvyšší cíp okresu náleží Novohradským horám, jejichž budějovické části dominují Vysoká 1034 m, Jelení hřbet 959 m, Kraví hora 962 m a Kuní hora 926 m.
Charakteristickým znakem okresu je velké množství vodních ploch. Na zamokřeném území bylo vybudováno v minulosti cca 300 rybníků, z nichž nejznámější je Bezdrev nedaleko Hluboké nad Vltavou.
K 31. prosinci 2003 měl okres celkovou plochu 1 625,65 km², z toho:
- 53,11 % zemědělských pozemků, které z 72,91 % tvoří orná půda (38,72 % rozlohy okresu)
- 46,89 % ostatní pozemky, z toho 68,73 % lesy (32,22 % rozlohy okresu)

## Demografické údaje
Data k 1. lednu 2021:
| Popis          | Celkem  | Ženy            | Muži           |
| -------------- | ------- | --------------- | -------------- |
| počet obyvatel | 196 602 | 100 269 51,00 % | 96 333 49,00 % |
| průměrný věk   | 42,1    | 43,4            | 40,9           |

| Rok  | Obyv.   | ± %     |
| ---- | ------- | ------- |
| 1869 | 116 772 | —       |
| 1880 | 128 343 | +9,9 %  |
| 1890 | 133 452 | +4 %    |
| 1900 | 147 745 | +10,7 % |
| 1910 | 160 505 | +8,6 %  |

| Rok  | Obyv.   | ± %     |
| ---- | ------- | ------- |
| 1921 | 161 538 | +0,6 %  |
| 1930 | 159 231 | −1,4 %  |
| 1950 | 134 792 | −15,3 % |
| 1961 | 144 624 | +7,3 %  |
| 1970 | 151 558 | +4,8 %  |

| Rok  | Obyv.   | ± %    |
| ---- | ------- | ------ |
| 1980 | 165 003 | +8,9 % |
| 1991 | 173 765 | +5,3 % |
| 2001 | 178 506 | +2,7 % |
| 2011 | 186 462 | +4,5 % |
| 2021 | 196 897 | +5,6 % |

- hustota zalidnění: 120 ob./km² (k 1.1.2021)
- 67 % obyvatel žije ve městech (k 31. 12. 2017)

### Největší města
| Město               | Počet obyvatel k 1.1.2021 |
| ------------------- | ------------------------- |
| České Budějovice    | 94 229                    |
| Týn nad Vltavou     | 7 887                     |
| Hluboká nad Vltavou | 5 451                     |
| Trhové Sviny        | 5 279                     |
| Lišov               | 4 503                     |
| Borovany            | 4 166                     |

### Zaměstnanost
(2019)
| Nezaměstnaných       | 2 455  |
| Míra nezaměstnanosti | 2,18 % |

### Školství
(2018)
| Druh školy               | Počet škol |
| ------------------------ | ---------- |
| Mateřské školy           | 90         |
| Základní školy           | 67         |
| Gymnázia                 | 9          |
| Střední školy a učiliště | 22         |
| Vyšší odborné školy      | 6          |
| Vysoké školy             | 3          |

### Zdravotnictví
(2003)
| Lékaři                          | 828 |
| Nemocnice                       | 1   |
| Specializovaná léčebná zařízení | 1   |
| Zubní lékaři                    | 104 |
| Lékárny                         | 35  |

### Zdroj
- Český statistický úřad
- MŠMT

## Doprava

### Silniční doprava
Okresem prochází silnice I. třídy I/3, která je postupně nahrazována dálnicí D3; dále I/20, I/34 a I/39.
Silnice II. třídy II/105, II/122, II/135, II/138, II/141, II/143, II/145, II/146, II/147, II/148, II/154, II/155, II/156, II/157, II/159, II/603 a II/634.

### Železniční doprava
Okresem prochází železniční tratě : Plzeň – České Budějovice, 193, České Budějovice – Černý Kříž, České Budějovice – Summerau, České Budějovice – Gmünd a Praha – České Budějovice.

### Letecká doprava
V okrese je veřejné vnitrostátní a neveřejné mezinárodní Letiště České Budějovice a veřejné vnitrostátní Letiště Hosín.

## Seznam obcí a jejich částí

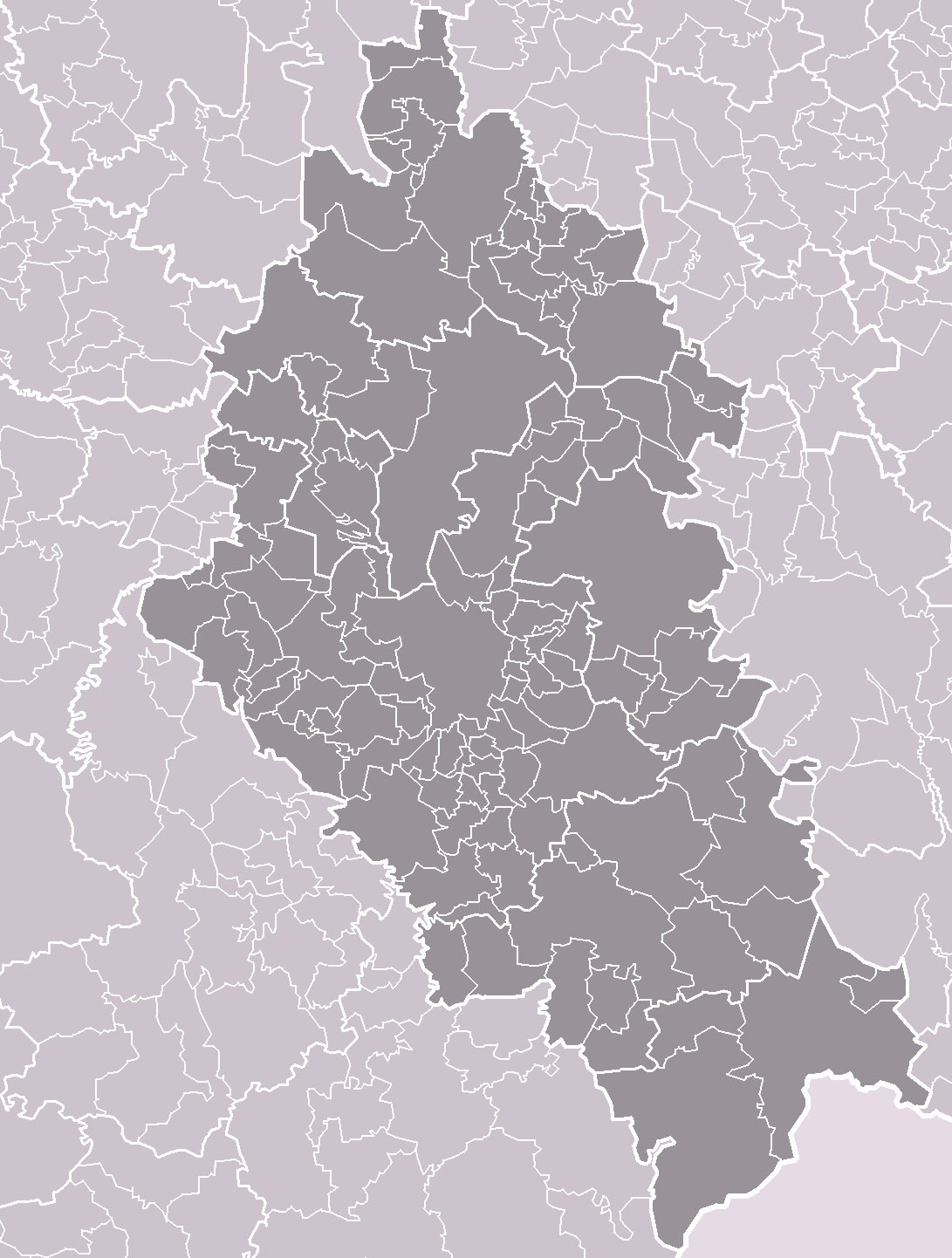
Rozsah okresu České Budějovice s vyznačenými hranicemi obcí dle stavu platného od 1. ledna 2007

Města jsou uvedena tučně, městyse kurzívou, části obcí malince.

Adamov •
Bečice •
Borek •
Borovany (Dvorec • Hluboká u Borovan • Radostice • Trocnov • Třebeč • Vrcov) •
Borovnice •
Boršov nad Vltavou (Jamné • Poříčí • Zahorčice) •
Bošilec •
Branišov •
Břehov •
Čakov (Čakovec • Holubovská Bašta) •
Čejkovice •
Čenkov u Bechyně •
České Budějovice (České Budějovice 1 • České Budějovice 2 • České Budějovice 3 • České Budějovice 4 • České Budějovice 5 • České Budějovice 6 • České Budějovice 7) •
Čížkrajice (Boršíkov • Chvalkov • Mezilesí) •
Dasný •
Dívčice (Česká Lhota • Dubenec • Novosedly • Zbudov) •
Dobrá Voda u Českých Budějovic •
Dobšice •
Dolní Bukovsko (Bzí • Dolní Bukovsko • Horní Bukovsko • Hvozdno • Pelejovice • Popovice • Radonice • Sedlíkovice) •
Doubravice •
Doudleby (Straňany) •
Drahotěšice •
Dražíč (Březí • Karlov-Nepomuk • Vranov) •
Dříteň (Chvalešovice • Libív • Malešice • Radomilice • Strachovice • Velice • Záblatí • Záblatíčko) •
Dubičné •
Dubné (Jaronice • Křenovice • Třebín) •
Dynín (Lhota) •
Habří •
Hartmanice •
Heřmaň •
Hlavatce •
Hlincová Hora •
Hluboká nad Vltavou (Bavorovice • Buzkov • Hluboká nad Vltavou • Hroznějovice • Jaroslavice • Jeznice • Kostelec • Líšnice • Munice • Poněšice • Purkarec) •
Homole (Černý Dub • Nové Homole) •
Horní Kněžeklady (Dolní Kněžeklady • Štipoklasy) •
Horní Stropnice (Bedřichov • Dlouhá Stropnice • Dobrá Voda • Hlinov • Hojná Voda • Horní Stropnice • Humenice • Chlupatá Ves • Konratice • Krčín • Meziluží • Olbramov • Paseky • Rychnov u Nových Hradů • Šejby • Staré Hutě • Střeziměřice • Svébohy • Světví • Vesce • Vyhlídky) •
Hosín (Dobřejovice) •
Hosty •
Hradce •
Hranice (Trpnouze) •
Hrdějovice (Opatovice) •
Hůry •
Hvozdec •
Chotýčany •
Chrášťany (Doubrava • Doubravka • Koloměřice • Pašovice) •
Jankov (Holašovice) •
Jílovice (Jiterní Ves • Kojákovice • Kramolín • Lipnice • Nepomuk • Šalmanovice • Vlachnovice) •
Jivno •
Kamenná (Klažary • Kondrač) •
Kamenný Újezd (Březí • Bukovec • Kamenný Újezd • Kosov • Krasejovka • Milíkovice • Opalice • Radostice • Rančice) •
Komařice (Pašinovice • Sedlo • Stradov) •
Kvítkovice •
Ledenice (Ohrazení • Ohrazeníčko • Růžov • Zaliny • Zborov) •
Libín (Slavošovice • Spolí) •
Libníč (Jelmo) •
Lipí (Kaliště u Lipí) •
Lišov (Červený Újezdec • Dolní Miletín • Dolní Slověnice • Horní Miletín • Horní Slověnice • Hrutov • Hůrky • Kolný • Levín • Lhotice • Lišov • Velechvín • Vlkovice) •
Litvínovice (Mokré • Šindlovy Dvory) •
Ločenice (Nesměň) •
Mazelov •
Mladošovice (Lhota • Petrovice) •
Modrá Hůrka (Pořežánky) •
Mokrý Lom (Lahuť • Polžov) •
Mydlovary •
Nákří •
Nedabyle •
Neplachov •
Nová Ves (Hůrka) •
Nové Hrady (Byňov • Nakolice • Obora • Štiptoň • Údolí • Veveří • Vyšné) •
Olešnice (Buková • Lhotka) •
Olešník (Chlumec • Nová Ves) •
Ostrolovský Újezd •
Petříkov (Těšínov) •
Pištín (Češnovice • Pašice • Zálužice) •
Planá •
Plav •
Radošovice (Tupesy) •
Roudné •
Rudolfov (Hlinsko) •
Římov (Branišovice • Dolní Stropnice • Dolní Vesce • Horní Vesce • Kladiny) •
Sedlec (Lékařova Lhota • Malé Chrášťany • Plástovice • Vlhlavy) •
Slavče (Dobrkovská Lhotka • Keblany • Lniště • Mohuřice • Záluží) •
Srubec (Stará Pohůrka) •
Staré Hodějovice •
Strážkovice (Lomec • Řevňovice) •
Strýčice •
Střížov •
Svatý Jan nad Malší (Chlum • Sedlce) •
Ševětín •
Štěpánovice •
Temelín (Březí u Týna nad Vltavou • Knín • Kočín • Křtěnov • Lhota pod Horami • Litoradlice • Podhájí • Sedlec • Temelín • Temelínec • Zvěrkovice) •
Trhové Sviny (Březí • Bukvice • Čeřejov • Hrádek • Jedovary • Něchov • Nežetice • Otěvěk • Pěčín • Rankov • Todně • Trhové Sviny • Třebíčko • Veselka) •
Týn nad Vltavou (Hněvkovice na levém břehu Vltavy • Koloděje nad Lužnicí • Malá Strana • Netěchovice • Nuzice • Předčice • Týn nad Vltavou • Vesce) •
Úsilné •
Včelná •
Vidov •
Vitín •
Vlkov •
Vrábče (Koroseky • Kroclov • Slavče) •
Vráto •
Všemyslice (Bohunice • Neznašov • Slavětice • Všeteč) •
Záboří (Dobčice • Lipanovice) •
Zahájí •
Závraty •
Zliv •
Zvíkov •
Žabovřesky (Dehtáře) •
Žár (Božejov • Žumberk) •
Žimutice (Hrušov • Krakovčice • Pořežany • Smilovice • Sobětice • Třitim • Tuchonice • Žimutice)

## Řeky
- Lužnice
- Malše
- Stropnice
- Vltava